# Gemelo parasitario

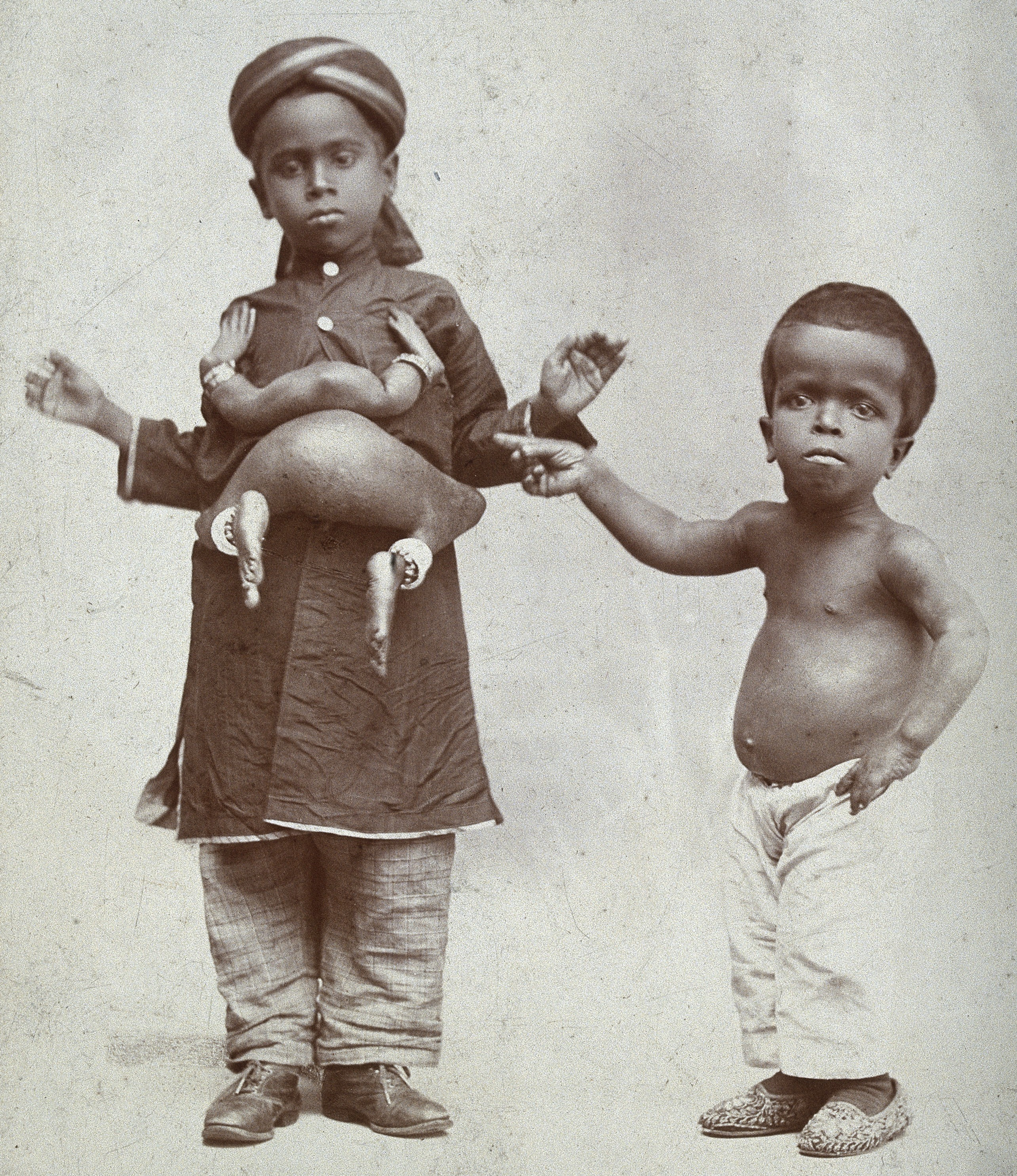
A la izquierda gemelo parasitario en un niño indio (finales del siglo).

El trastorno del gemelo parasitario o parásito se da en los casos de gemelos unidos cuando uno de ellos (gemelo parásito o heterópago) presenta un cuerpo mucho más pequeño que el del otro, frecuentemente además en forma parcial, solo el torso y los miembros, por ejemplo, y unido al cuerpo de su pareja (gemelo huésped o autósito) por la cabeza o la parte inferior del abdomen, lo que posibilita su supervivencia ya que el parásito normalmente carece de órganos propios.
Se dividen en:
- Parásitos onfalópagos: Un pequeño cuerpo colgando de la zona abdominal del huésped. Algunos de estos parásitos tienen una cabeza rudimentaria incluida en la cavidad abdominal del huésped, cuyo crecimiento puede crear un conflicto de espacio.

- Parásitos dípigos o pigomelia: Consiste en la duplicación de las extremidades inferiores. En los dípigos completos una pequeña pelvis pende sobre la normal y la persona ejerce control activo sobre sus cuatro piernas. En la mayoría de los casos presentan sin embargo piernas poco desarrolladas unidas a la pelvis única y el autósito puede tener control pasivo sobre las extremidades supernumerarias, pero no moverlas individualmente.

- Parásitos craniópagos (craniopagus parasiticus): Presentan otra cabeza unida a la parte superior de la principal. El caso más antiguo y famoso conocido es el Niño con dos cabezas de Bengala.[2]

## Algunos casos notables
Ambroise Paré notificó en 1530 la existencia de un hombre de unos 40 años, en París, que tenía colgando de su vientre un gemelo parásito bien desarrollado, sin cabeza, que quedaba dentro. Esta persona se exhibía y congregaba grandes multitudes. Paré acompañaba la historia con una ilustración que será muy habitual en los tratados de teratología. También incluía el retrato de un hombre nacido en Alemania que tenía una cabeza parásita saliendo de su abdomen, asegurando que se alimentaba.
El primer caso de parásitos onfalópagos famosos fueron Lazarus Colloredo y su hermano Joannes Baptista. Nacieron en Génova (Italia) el 20 de marzo de 1617. El gemelo autósito, Lazarus, tenía colgando boca abajo desde el esternón el cuerpo malformado de su gemelo Joannes. Este tenía una pierna izquierda con un pie de seis dedos y dos brazos con manos de seis dedos también. Mostraba algo de vida, pues si se lo pinchaba movía los brazos y se quejaba, pero parecía carecer de inteligencia, no hablaba ni se alimentaba. Desde joven, Lazarus vivía de exhibirse por diferentes países: Italia, Alemania, España, y en 1637 llegó a Inglaterra, donde fue recibido por el rey Carlos I. De adultos, la cabeza del parásito mostraba hidrocefalia, debido a la acumulación de líquido cefalorraquídeo provocada por su postura boca abajo, y era dos veces más grande que la de Lazarus. Su ciclo vital parecía inverso al del huésped, pues parecía dormir cuando Lazarus estaba despierto y se mostraba más agitado cuando éste dormía. Cuando no se exhibía, Lazarus lo llevaba oculto con una amplia capa, para no llamar la atención. Por lo demás, era un hombre rubio y apuesto. Viajó luego a Noruega, Polonia y Turquía. En 1642 visitó Escocia y su pista se pierde tras una gira por Italia en 1646. Lazarus contaba que en una riña en un local público había matado a un hombre, pero se libró de la horca convenciendo al tribunal de que si era ajusticiado, también moriría el inocente Joannes Baptista.
Laloo  nació en Oovonin (provincia de Oudh, India) en 1874. Del abdomen salía su gemelo parásito formado por dos brazos malformados y dos piernas bien desarrolladas, la cabeza quedando dentro. Podía sentir cuando se tocaba al parásito. Trabajaba desde niño como fenómeno de feria. En 1905 Laloo murió cuando el tren que lo llevaba a México de gira con el circo Norris & Bowe sufrió un accidente.
Betty Lou Williams nació el 10 de enero de 1932 en Albany (Georgia, EE. UU.). De su abdomen salían dos piernas y un brazo. Sus padres eran unos humildes granjeros afroamericanos, que permitieron a un tal Dick Best exhibir a la niña a cambio de 250 dólares semanales. Gracias al dinero que ganaba, sus padres pudieron comprarse una casa muy cara y sus ocho hermanos y tres hermanas pudieron ir al colegio y estudiar. Murió en 1955 supuestamente de un ataque de asma, aunque probablemente fue debido al conflicto de espacio provocado por la cabeza de su gemela creciendo en su interior. Betty viajó mucho y escribió sus memorias: Historia de la Maravilla más grande del mundo. Fue una joven hermosa feliz con su vida, amiga de otros muchos fenómenos y que guardaba con cariño una foto firmada de Míster Lentini.
Míster Lentini, El Trípode Humano, es un ejemplo de parásito dípigo. Francesco "Frank" Lentini nació en Rosolini (Siracusa, Sicilia) en 1889, con tres piernas y duplicidad de genitales. Sus padres tenían once hijos y no querían a Frank. Se lo llevó una tía que lo internó en una especie de orfanato para niños minusválidos. Vio que su situación no era tan mala en comparación con los otros internos: "Podía andar, ver, usar mis manos, hablar y hacer muchas otras cosas que aquellos pobres niños no podían". A los nueve años llegó a Estados Unidos como fenómeno de feria, exhibiéndose como El futbolista de tres piernas. Era un gran cocinero y aficionado a la pesca. Le encantaban los niños y podía pasarse horas respondiendo a sus preguntas si los veía realmente interesados. Lentini se casó y tuvo tres hijos y una hija, todos normales. Fue durante muchos años el rey de las atracciones de feria en Estados Unidos, montó su propio espectáculo y murió en Florida en 1966.
Myrtle Corbin (1868-1928) se exhibía desde los trece años como La chica con cuatro piernas de Texas. Era un dípigo completo, nació con un parásito colgando de su abdomen, consistente en un pequeño cuerpo perfectamente desarrollado de cintura para abajo, incluso sus genitales y aparato reproductor. Se casó a los 19 años y tuvo cinco hijos, según su promotor, tres nacieron de su cuerpo y dos del parásito. Este hecho puede parecer increíble, pero en un número del British Medical Journal de 1889 se describe el caso de una joven de 20 años que portaba un parásito similar. Cuando su médico le informó que estaba embarazada, le replicó que se equivocaba, pues su marido generalmente solo mantenía relaciones íntimas con el parásito. Este no estaba tan desarrollado como el de Myrtle para acoger el feto y tuvo que abortar.

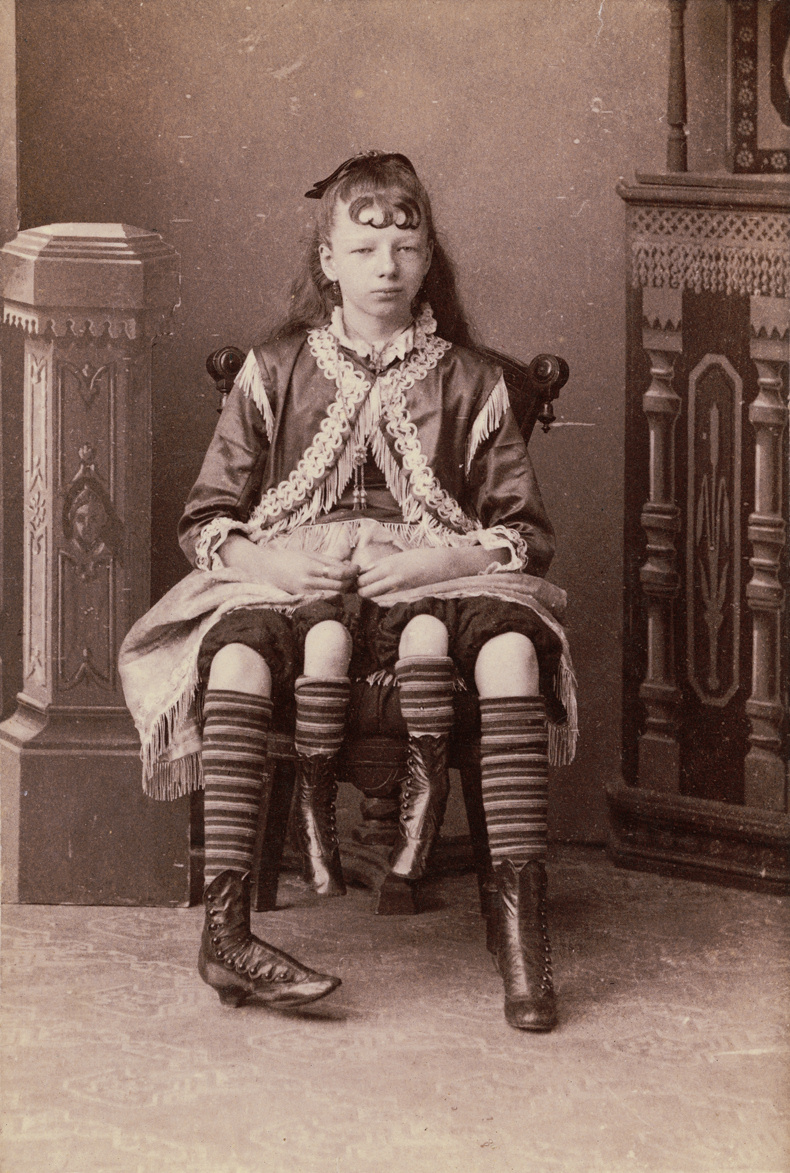
Myrtle Corbin, 1882.